# Johannesbächlein
Das Johannesbächlein (auch: Johanneshüttener Bächlein, Johanneshüttener Bach, tschechisch evtl. Mostecký potok) ist ein linker Zufluss der Radbuza in Tschechien und Deutschland.

## Verlauf
Das Johannesbächlein entspringt am Südhang des Glöcklbergs (Malý Zvon) auf dem Gebiet der Gemeinde Bělá nad Radbuzou. Seine Quelle befindet sich nur ungefähr 10 Meter nördlich der deutschen Grenze. Der Bach fließt zunächst einige Meter in südöstlicher Richtung, wo er auf die Staatsgrenze trifft, entlang der er rund 150 Meter Richtung Ostsüdost fließt. Dabei wechselt er ein kurzes Stück auf deutsches Staatsgebiet.
Auf deutscher Seite bis an die deutsch-tschechische Grenze dehnt sich hier eine flache, aus Lichtungs- und Waldzonen bestehende Sattelfläche aus, auf der die gleichnamige, heute wüst liegende Siedlung Bügellohe ⊙ stand. Direkt entlang der Grenze liegen sumpfige Feuchtwiesen. Das Wasser, das aus ihnen sickert, speist kleine Rinnsale, die sich südöstlich seiner Quelle mit dem Bach vereinigen. Das Johannesbächlein fließt dann in östlicher Richtung den steilen Hang des Malý Zvon hinab. Nach einem Kilometer nimmt es von Süden einen weiteren Quellbach auf, der den Nordwesthang des Železný vrch herabströmt.
Das Johannesbächlein wendet sich sodann nach Nordosten. Ungefähr 400 Metern weiter unterquert es die Bergstraße, die von Pleš (Plöss) nach Mostek (Schwanenbrückl) führt. Hier passiert es die Wüstung Štráská Huť (Strasshütten). ⊙ Der Bach wechselt vom Gebiet der Gemeinde Bělá nad Radbuzou auf das der Gemeinde Rybník nad Radbuzou.
Die genannte Bergstraße folgt nun dem Bach in wenig Abstand rechts neben dem Bach neben weiter den Osthang des Malý Zvon hinab. Von Ende März bis Anfang April blüht zwischen Straßenrand und dem Bach die Weiße Pestwurz. Gegen Ende seines Bergtals passiert der Bach die Wüstung Jánská Huť (Johanneshütten). ⊙ Auf seinen folgenden letzten rund 500 Metern unterquert er die Talstraße neben seinem Vorfluter und mündet dann bei Mostek ⊙ von links in die Radbuza.

## Einzugsgebiet und Europäische Hauptwasserscheide
Das Einzugsgebiet ist rund 3,3 km² groß. Es erstreckt sich, keilförmig nach Nordosten auslaufend, etwa vom Weingartenfelsen auf der südlich des Sattels Bügellohe liegenden Erhebung rund 3,6 km weit nordostwärts bis zur Mündung bei Mostek.
Es grenzt im oberen Teil an die Europäische Hauptwasserscheide zwischen Elbe diesseits und Donau jenseits. Vom Malý Zvon südwärts über den Sattel der Bügellohe bis zum Weingartenfelsen entwässert das außen anliegende Gebiet über die Ascha, die Schwarzach, die Naab und die Donau ins Schwarze Meer; nur etwa 200 Meter westlich der Quelle des Johannesbächleins liegt der Weißbrunnen, die oberste Quelle der zunächst Weißbach genannten Ascha. Vom Weingartenfelsen läuft diese hydrologisch bedeutende Scheide etwa ostsüdöstlich weiter auf die Velká Skalá, auf ihrer Gegenseite konkurriert die ebenfalls zur Schwarzach laufende Bayerische Schwarzach mit dem zweiten erwähnten Oberlauf des Johannesbächleins.
Der längere übrige Teil der Gesamtwasserscheide grenzt überall an andere Teileinzugsgebiete der Radbuza, deren Abfluss über Berounka, Moldau und Elbe die Nordsee erreicht.

## Bilder

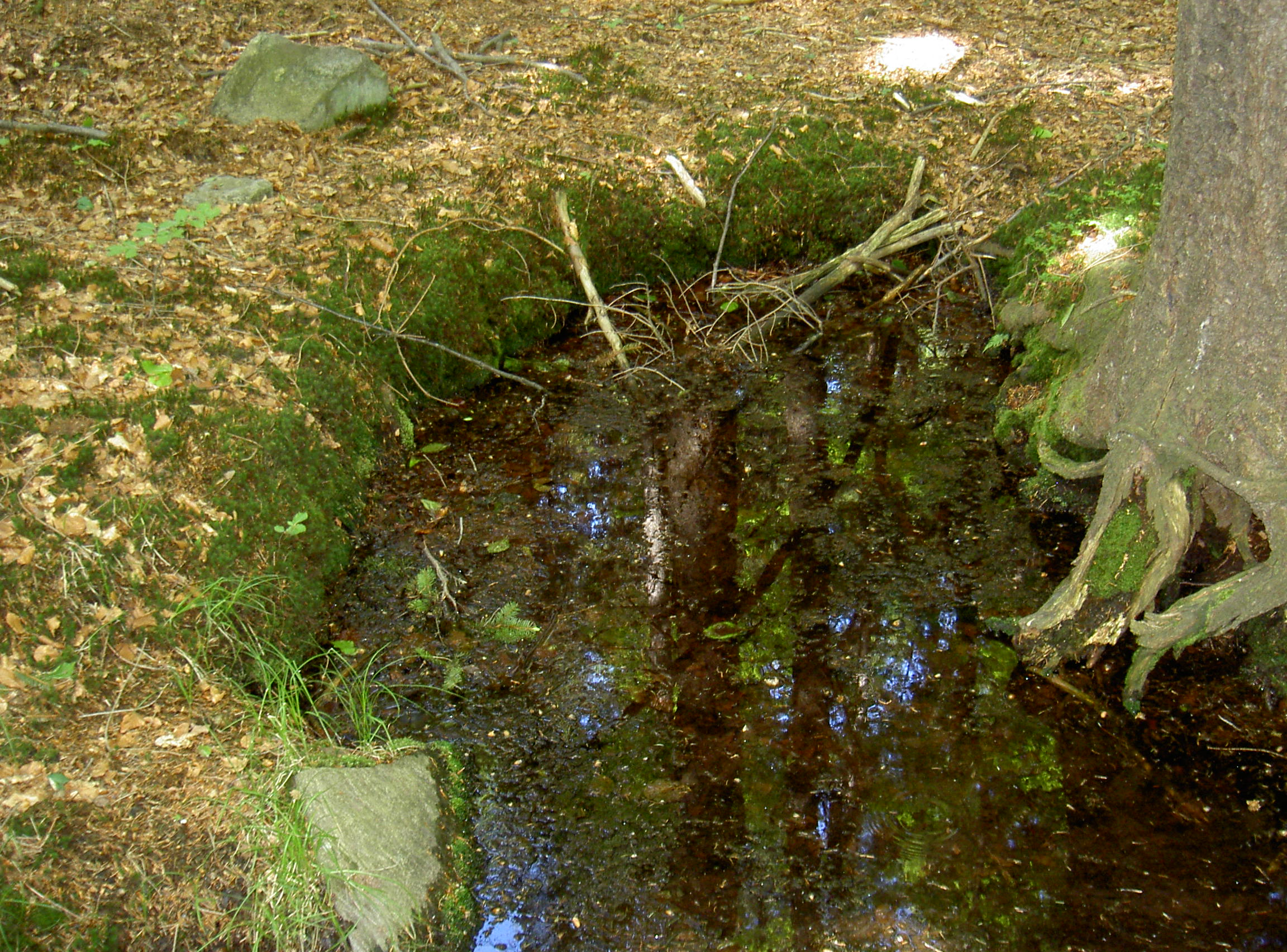
Quelle des Johannesbächleins
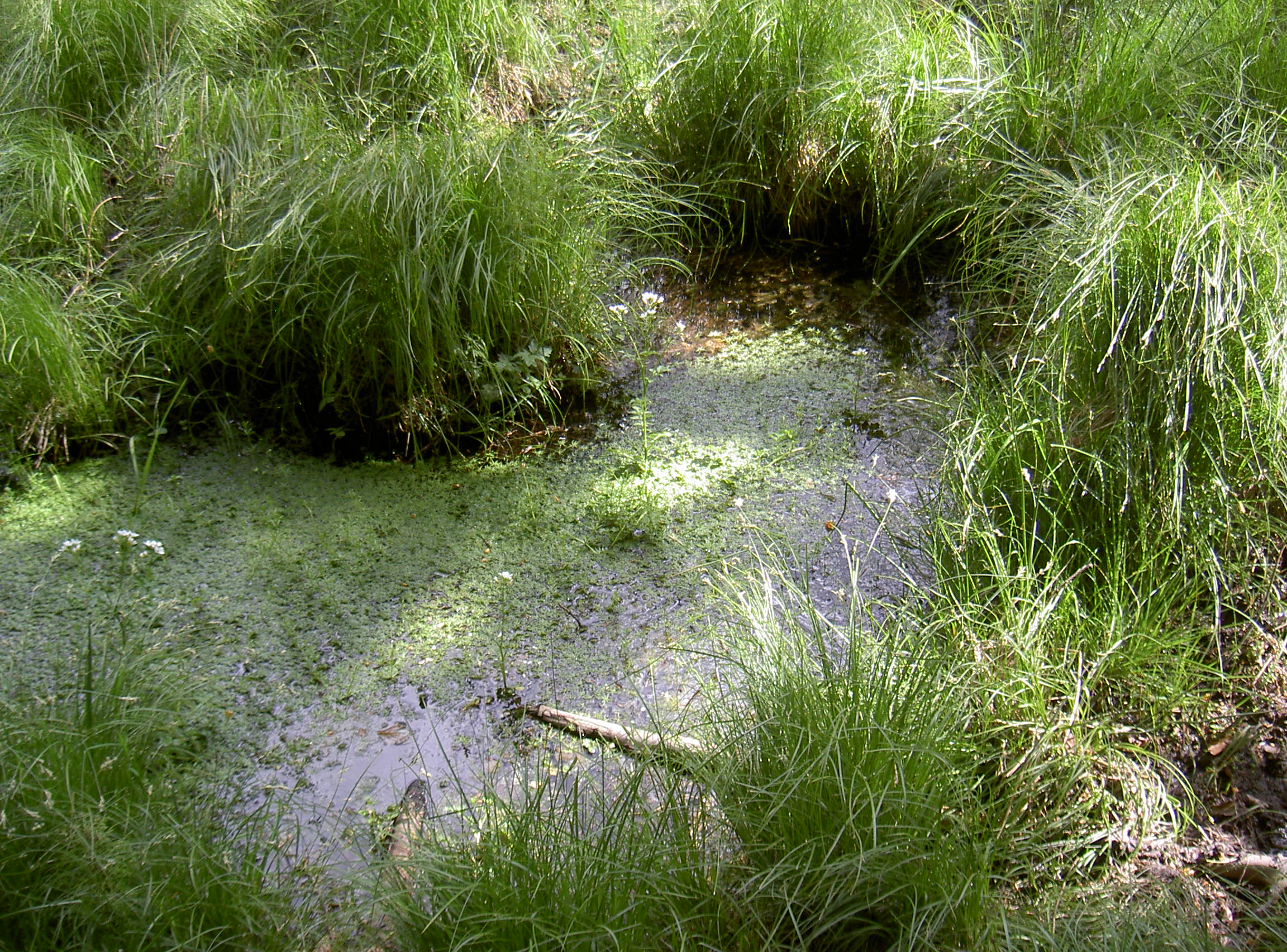
Quellgebiet des Johannesbächleins
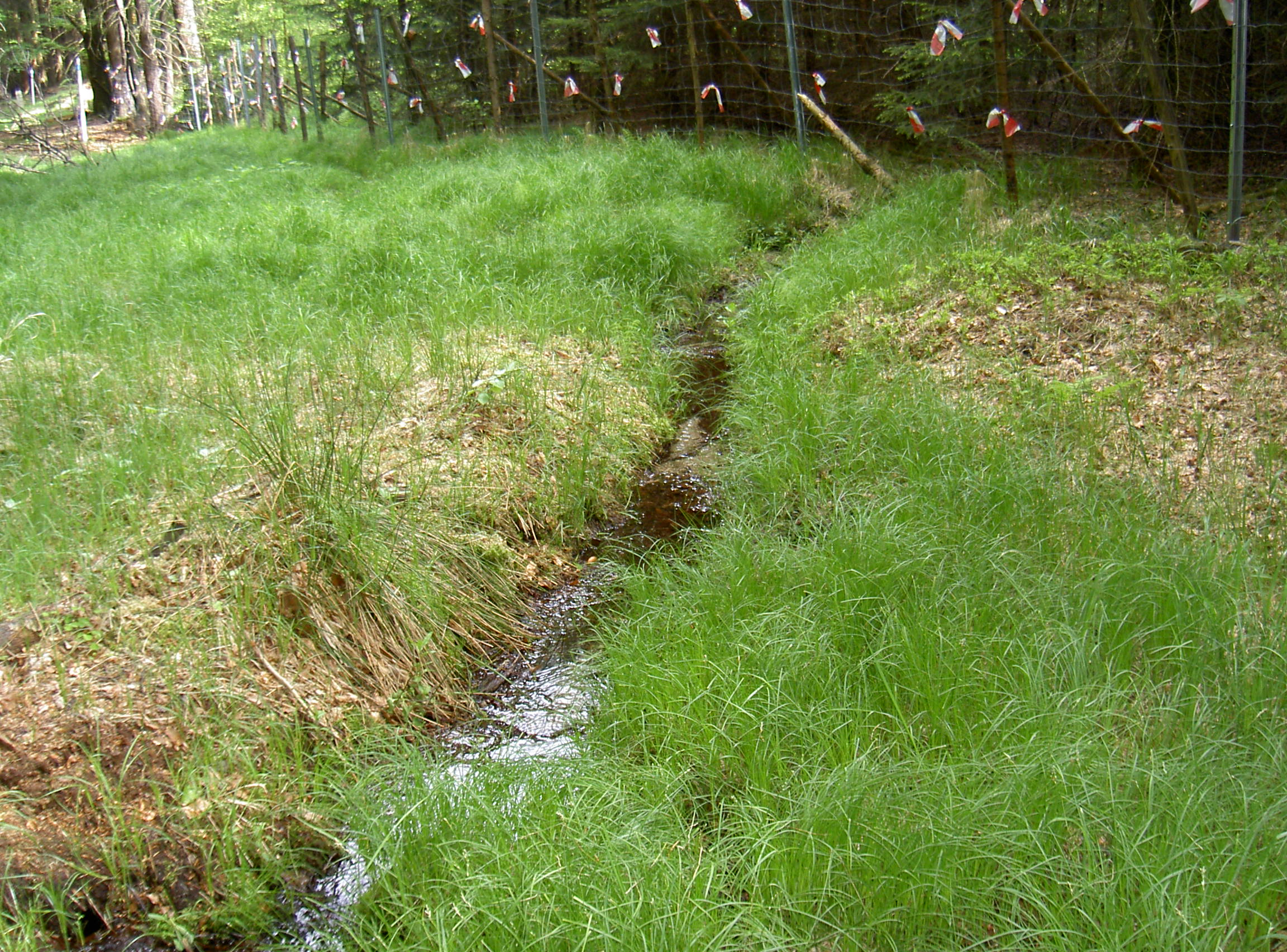
Johannesbächlein auf deutschem Staatsgebiet
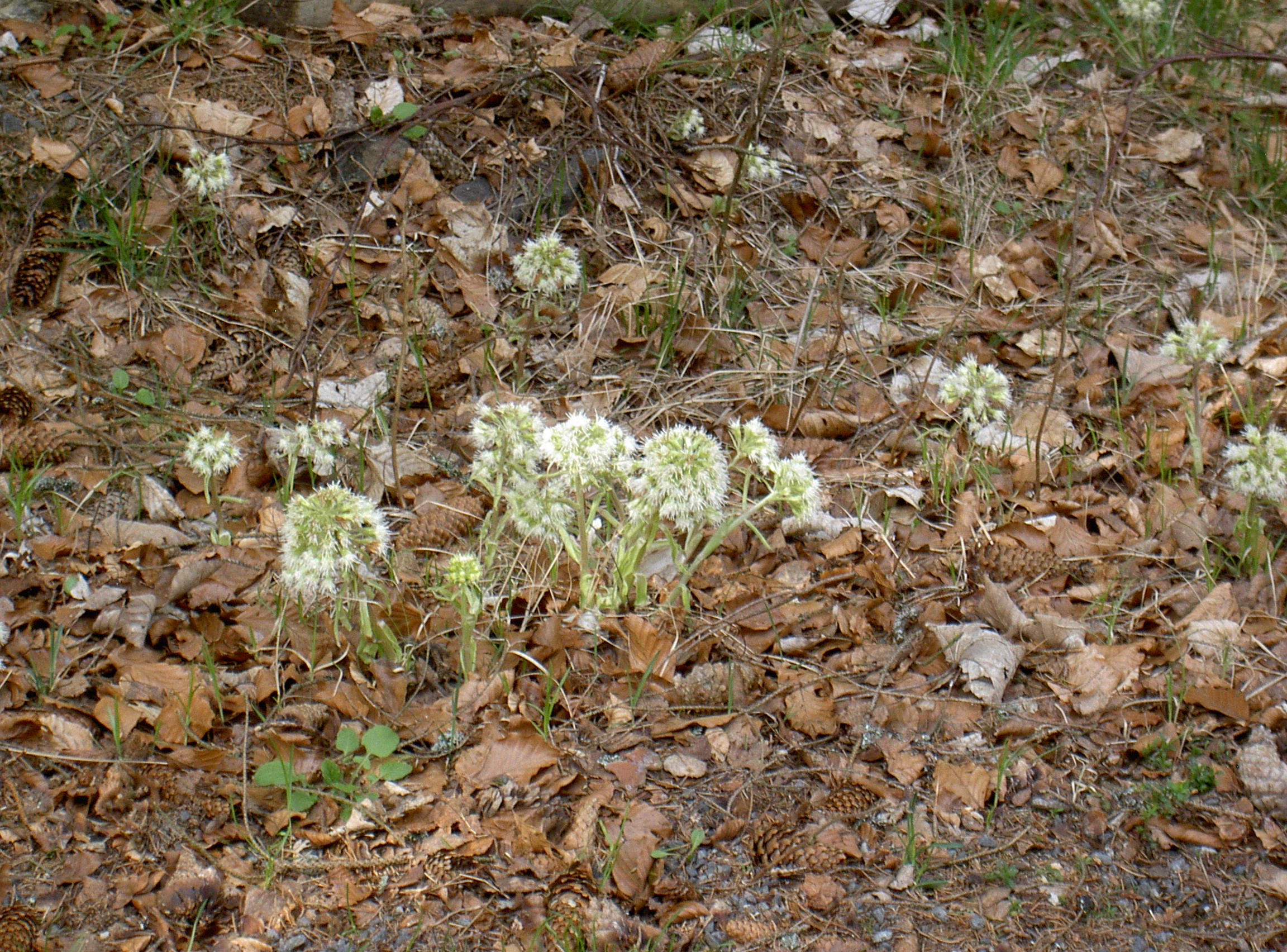
Pestwurz am Johannesbächlein